# Read Between the Lines (DVD)
Read Between the Lines es el DVD en vivo por la banda americana de rock Boys Like Girls. Fue lanzado el 4 de noviembre de 2008 y fue dirigido por Doug Spangenberg. Presenta canciones de su álbum debut, Boys Like Girls. También aparece un documental de la banda en giras.

## Listado
1. "Five Minutes to Midnight" (En vivo)
2. "Hero/Heroine" (En vivo)
3. "On Top of the World" (En vivo)
4. "Learning to Fall" (En vivo)
5. "Dance Hall Drug" (En vivo)
6. "Broken Man" (En vivo)
7. "Thunder" (En vivo)
8. "Heels Over Head" (En vivo)
9. "Holiday" (En vivo)
10. "The Great Escape" (En vivo)

## Personal
- Paul DiGiovanni – guitarra
- Bryan Donahue – bajo, coros
- Martin Johnson – cantante, guitarra rítmica
- John Keefe – batería

## Lista
| Lista(2008)        | Posición máxima |
| ------------------ | --------------- |
| U.S. Billboard 200 | 121             |